# Adiabena
Adiabena (starořecky Ἀδιαβηνή, Adiabené, syrsky ܚܕܝܐܒ, arménsky Նոր Շիրական, Nor Širakan) bylo starověké království v severní Mezopotámii (území dnešního východního Turecka a severního Iráku). Existovalo zhruba v letech 164 př. n. l. až 379 n. l. Hlavním městem byla Arbela (dnešní Irbíl v Iráku). Obyvatelstvo Abiadeny bylo smíšené, skládalo se z Asyřanů, Arabů, Aramejců, Řeků a Íránců. Vedle nich žila navíc početná komunita Židů.

## Historie
Po většinu času své existence bylo vazalským státem Perské říše, nejprve Parthie, posléze Sásánovské říše. Načas bylo území součástí římské říše a začleněno do provincie Asýrie, jistý vliv měly v určitých obdobích i makedonská, seleukovská a arménská říše (za Tigrana Velikého). Svého vrcholu dosáhlo království za vlády Izata II. (vládl v letech 30 až 54), kterému parthský král Artabanos II. udělil Nisibis jako odměnu za to, že mu pomohl znovu získat trůn.
Numismatika naznačuje založení království kolem roku 164 př. n. l., tedy po rozpadu helénistické (seleukovské) nadvlády na Blízkém východě. Jména králů z té doby nejsou známa, stejně jako prameny nezaznamenaly jméno prvního písemně doloženého panovníka, který se zúčastnil bitvy u Tigranakertu (69 př. n. l.) jako spojenec arménského krále Tigrana Velikého. Adiabena byla dobyta parthským králem Mithridatem I. asi v letech 145–141 př. n. l. a přinejmenším od vlády Mithridata II. (vládl 124–91 př. n. l.) sloužila jako autonomní součást Parthské říše. Oblast byla po Traianově invazi v roce 116 začleněna do římské provincie Asýrie. Předpokládá se, že královský rod Adiabeny poté, co uprchl před Traiánovou invazí, založil v Arménii šlechtický rod Amatuniů, který vládl oblasti mezi Urmijským a Vanským jezerem. Římany ale nakonec vytlačili Sásánovci. Ardašír II. je poslední postavou, která je zaznamenána jako král Adiabeny. Království bylo po jeho nástupu do funkce v roce 379 patrně přeměněno na provincii (šahr), kterou spravoval delegát (marzban nebo šahrab) sásánovského krále. Sásánovská říše tak Adiabenu nakonec plně pohltila.
Historickou zvláštností Adiabeny je, že v 1. století její královna se svými syny konvertovala k judaismu. Královna Helena z Adiabene (v židovských zdrojích známá jako Heleni ha-Malka) se přestěhovala do Jeruzaléma, kde postavila paláce pro sebe i své syny, Izatese bar Monobaze a Monobaze II. v severní části města, jižně od Chrámové hory. Sarkofág královny Heleny z Adiabene byl objeven v roce 1863. Helena je oblíbenou postavou rabínské literatury a je zmiňována i v Talmudu. Pomáhala Židům v jejich válce s Římem. Po roce 115 však již nejsou v Adiabeně žádné stopy po židovské královské rodině. Převládajícím náboženstvím byl zoroastrismus, ale k judaismu bylo obyvatelstvo tolerantní. Židé byli ke království velmi loajální, jak dokázali svůj odbojem proti římské invazi. V pozdních obdobích království řada zoroastriánů a židů konvertovala ke křesťanství. To Sásánovci začali potlačovat poté, co se křesťanství stalo státním náboženstvím Římské říše. Z etnického hlediska žila v Adiabeně smíšená populace Asyřanů, Arabů, Aramejců, Řeků, Židů a Íránců. Převládajícím jazykem byla syrština.